# Louis Huysmans
Pour les articles homonymes, voir Huysmans.
 (juin 2025).
Si vous disposez d'ouvrages ou d'articles de référence ou si vous connaissez des sites web de qualité traitant du thème abordé ici, merci de compléter l'article en donnant les références utiles à sa vérifiabilité et en les liant à la section « Notes et références ».
 (juin 2025).
La mise en forme du texte ne suit pas les recommandations de Wikipédia : il faut le « wikifier ».
Les points d'amélioration suivants sont les cas les plus fréquents. Le détail des points à revoir est peut-être précisé sur la page de discussion.
- Les titres sont pré-formatés par le logiciel. Ils ne sont ni en capitales, ni en gras.
- Le texte ne doit pas être écrit en capitales (les noms de famille non plus), ni en gras, ni en italique, ni en « petit »…
- Le gras n'est utilisé que pour surligner le titre de l'article dans l'introduction, une seule fois.
- L'italique est rarement utilisé : mots en langue étrangère, titres d'œuvres, noms de bateaux, etc.
- Les citations ne sont pas en italique mais en corps de texte normal. Elles sont entourées par des guillemets français : « et ».
- Les listes à puces sont à éviter, des paragraphes rédigés étant largement préférés. Les tableaux sont à réserver à la présentation de données structurées (résultats, etc.).
- Les appels de note de bas de page (petits chiffres en exposant, introduits par l'outil «  Source ») sont à placer entre la fin de phrase et le point final[comme ça].
- Les liens internes (vers d'autres articles de Wikipédia) sont à choisir avec parcimonie. Créez des liens vers des articles approfondissant le sujet. Les termes génériques sans rapport avec le sujet sont à éviter, ainsi que les répétitions de liens vers un même terme.
- Les liens externes sont à placer uniquement dans une section « Liens externes », à la fin de l'article. Ces liens sont à choisir avec parcimonie suivant les règles définies. Si un lien sert de source à l'article, son insertion dans le texte est à faire par les notes de bas de page.
- La présentation des références doit suivre les conventions bibliographiques. Il est recommandé d'utiliser les modèles {{Ouvrage}}, {{Chapitre}}, {{Article}}, {{Lien web}} et/ou {{Bibliographie}}. Le mode d'édition visuel peut mettre en forme automatiquement les références.
- Insérer une infobox (cadre d'informations à droite) n'est pas obligatoire pour parachever la mise en page.

Pour une aide détaillée, merci de consulter Aide:Wikification.
Si vous pensez que ces points ont été résolus, vous pouvez retirer ce bandeau et améliorer la mise en forme d'un autre article.
Louis Huysmans (né à Hasselt, le 15 novembre 1844 – mort à Sainte-Adresse, département de Seine Maritime, France) le 9 septembre 1915) était un homme politique libéral belge et ministre d'État.

## Biographie
Louis Huysmans était le fils du marchand Jean Huysmans et de Marie Bruyninx. Il a épousé Emilie Janson, sœur de Paul Janson.
En 1866, il obtient son doctorat en droit à l'Université catholique de Louvain (1835-1968) et s'établit comme avocat à Bruxelles.
Il entre en politique et devient d'abord conseiller provincial de la province du Brabant de 1875 à 1892.
Il est élu par ses pairs bâtonnier du barreau de Bruxelles de 1891 à 1893.
Il devient député libéral de l'arrondissement de Bruxelles de 1892 à 1894, succédant à Edmond Nerincx. Il est réélu en 1900 et reste en fonction jusqu'à sa mort. Huysmans était principalement actif dans les affaires politiques liées à l'État indépendant du Congo et au futur Congo belge .
En 1907, avec son neveu Paul-Emile Janson, il est l'avocat de Carlos Waddington, fils de diplomate, qui a tué le jeune diplomate chilien Ernesto Balmaceda, et est finalement acquitté en cour d'assises de Bruxelles. L'affaire a un retentissement international et conduit à mieux définir l'immunité diplomatique.
En 1912, il est nommé ministre d'État.
Son royalisme et son patriotisme étaient grands. En 1914, au début de la Première Guerre mondiale, pour échapper à l'invasion allemande de la bataille de Belgique, le gouvernement belge s'établit en Normandie, à Sainte-Adresse (Le Havre) et est rejoint par de nombreux fonctionnaires. Louis Huysmans et sa famille suivent cet exemple.
Il y meurt en 1915. Peu avant sa mort, il avait remis à son fils une enveloppe, destinée à être ouverte après sa mort, contenant une lettre d'adieu adressée au roi des Belges et au peuple belge. Huysmans exprimait l'espoir que les occupants allemands, qu'il qualifiait de barbares, seraient rapidement chassés du pays . Selon son testament, Huysmans a été enterré en France, au cimetière de Sainte-Adresse . Sur sa pierre tombale se trouve une simple croix avec les mots : « Mort pour la Patrie ».
Il était commandeur de l'Ordre de Léopold.